# Elektroniskt röstfenomen
Elektroniskt röstfenomen (ERF), från engelskans Electronic Voice Phenomena (EVP), är ett påstått paranormalt fenomen som kan uppkomma vid inspelning på diverse inspelningsmedia så som kassettband, minidisc eller rullband. ERF är en del av det bredare fenomenet instrumentell transkommunikation (ITK).
Fenomenet uppges yttra sig så som röster, viskningar, ord eller fraser på inspelningar gjorda med ovanstående media. Vissa av de personer som efterforskar ERF brukar hävda att rösterna kommer från andar, till exempel från avlidna anhöriga.
Upphovsmannen till ERF är tysk-svensken Friedrich Jürgenson (1903–1987), som påstod sig upptäcka fenomenet av en slump när han i juni 1959 var ute med sin bandspelare för att spela in fågelsång. Vid uppspelning av bandet fann han inte bara fågelsång utan även en mycket svag norsktalande röst som talade om "fåglar på natten". Jürgenson trodde först att det rörde sig om en radioutsändning som av misstag fångats upp av hans inspelningsapparatur men någon radiostation lär inte ha funnits i området. Jürgenson intresserade sig för fenomenet och lyckades under åren som följde göra tusentals inspelningar som han hävdade hade ett utomdimensionellt ursprung. Han skrev även en bok om sina iakttagelser under titeln Rösterna från rymden.